# Louis-Gustave Binger

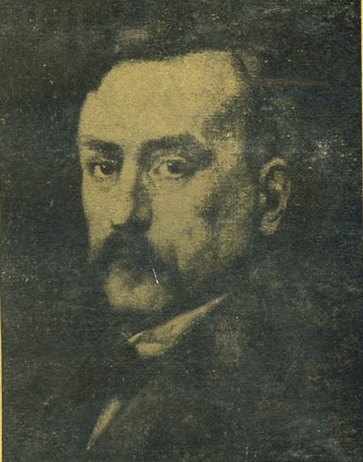
Portret (door Louis Frédéric Schützenberger)

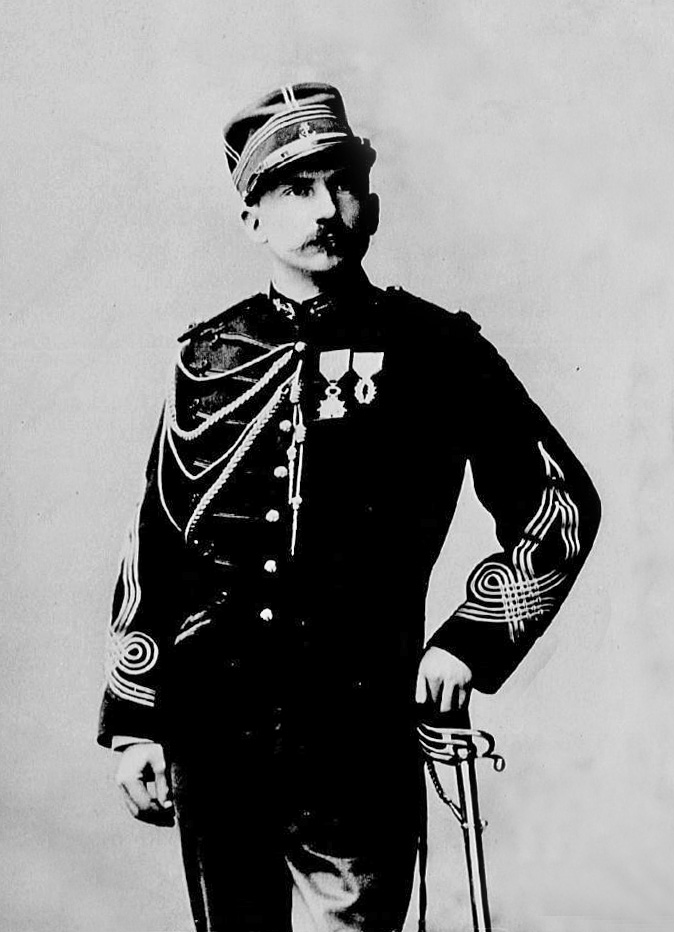
Binger als militair (voor 1890)

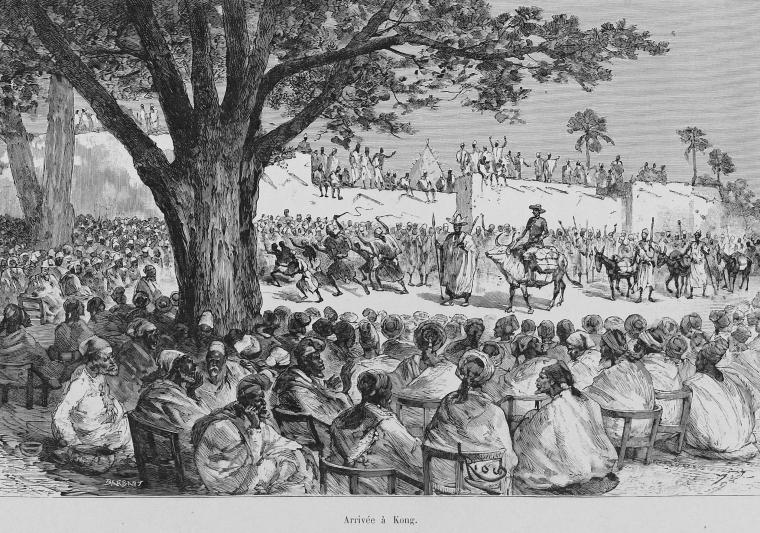
Binger in Kong (1892)

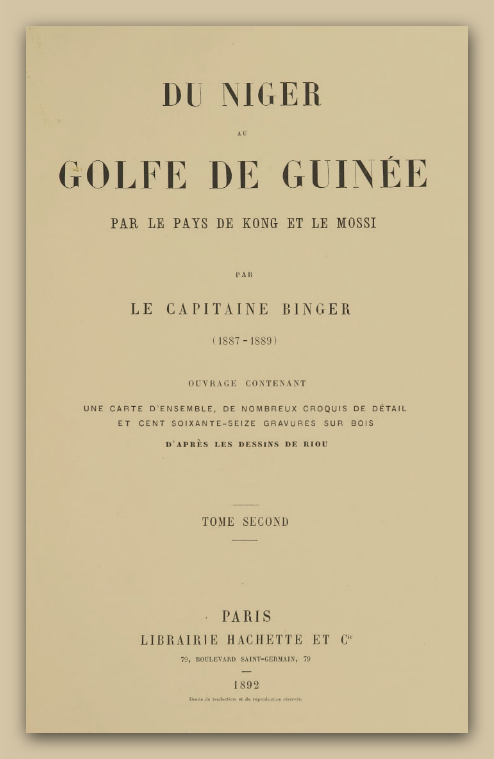
Du Niger au Golfe de Guinée par le pays de Kong et le Mossi

Louis-Gustave Binger (Straatsburg, 14 oktober 1856 - L’Isle-Adam, 10 november 1936), was een Frans militair, ontdekkingsreiziger en de eerste gouverneur van de Franse kolonie Ivoorkust.

## Biografie
Binger werd geboren in Straatsburg in een protestants gezin. Hij verloor op jonge leeftijd zijn vader en groeide op in Niederbronn. Hij ging maar tot zijn veertien jaar naar school. Na de annexatie van Elzas door het Duitse keizerrijk in 1871 koos hij voor de Franse nationaliteit en vervoegde in 1874 op 18-jarige leeftijd het Franse leger als gewoon soldaat. In 1878 kreeg hij de kans om te studeren aan de militaire school van Avord en hij werd onderofficier.

### Senegal
Binger stelde zich vrijwilliger om naar Senegal te worden gestuurd. Hij kwam daar aan in januari 1882. Hij nam deel aan een missie naar Casamance en hielp om daar topografische opmetingen te doen. In 1883 werd Binger bevorderd tot luitenant. In 1884 keerde Binger terug naar Toulon maar het jaar erop vertrok hij met kapitein Parfait Louis Monteil om het gebied tussen de riveren Senegal en Niger te verkennen met het oog op de aanleg van een spoorlijn naar Bamako. Hij interesseerde zich in de lokale bevolking en leerde de taal van de Bambara. Zijn essay over hun taal bracht hem onder de aandacht van generaal Louis Faidherbe en hij liet Binger opnemen in zijn staf als ordonnansofficier. Binger verdiepte zich verder in de Afrikaanse cultuur en leerde ook Wolof.

### Ontdekkingsreiziger
In 1887 ondernam Binger een ontdekkingstocht van Bamako aan de Niger tot aan Grand-Bassam aan de Ivoorkust om dit gebied te kunnen claimen voor Frankrijk. Hij kreeg de steun van generaal Faidherbe en 35.000 frank steun van het ministerie van Buitenlandse Zaken. Hij verzekerde voor zichzelf ook een riant maandloon zolang de missie duurde. Hij doorkruiste hierbij de gebieden van de Samory en de Mossi. In maart 1889, na 26 maanden en een tocht van meer dan 4.000 km, bereikte Binger de kust.
In 1888 was hij bevorderd tot kapitein. In 1890 huwde Binger, intussen in Frankrijk een beroemdheid geworden en rijk geworden door de verloningen voor zijn tochten in Afrika, met Noémie Lepret. Binger werd in 1892 aangesteld om namens Frankrijk de grens te trekken tussen het Franse gebied Ivoorkust en de Britse kolonie Goudkust (Ghana).

### Gouverneur
Toen Frans-West-Afrika in 1893 werd opgesplitst in drie aparte koloniën, Guinee, Dahomey en Ivoorkust, werd Binger aangesteld als gouverneur van de nieuwe Franse kolonie Ivoorkust. Binger reisde van Bordeaux naar Grand-Bassam en nam daar zijn intrek als gouverneur. De kolonie bestond maar uit enkele Franse ambtenaren, die steunden op 200 Afrikaanse soldaten. Binger bouwde de kolonie administratief en economisch uit maar verbleef om gezondheidsredenen meestal in Frankrijk. In 1895 nodigde hij de Sociëteit voor Afrikaanse Missiën uit om naar Ivoorkust te komen. Binger was weliswaar een protestant, maar hij wantrouwde protestantse zendelingen omdat die voor de Engelsen of Duitsers zouden kunnen werken.

### Ministerie voor Koloniën
In 1896 werd hij directeur Afrikaanse Zaken op het Franse ministerie voor Koloniën. Daar was hij diplomatiek actief en leidde verschillende Franse delegaties om koloniale grenzen met andere Europese landen vast te leggen.

### Later leven
In 1907 ging Binger op pensioen als gouverneur-generaal van Ivoorkust en met de rang van kolonel in het leger. Hij werd zakenman en voorzitter van de Compagnie de l’Ouest africain français.
Binger stierf op 80-jarige leeftijd aan een leverziekte en werd begraven op het kerkhof van Montparnasse.

## Werken
- Essai sur la langue bombara, 1886 (essay)
- Du Niger au Golfe de Guinée, 1890 (reisverslag)
- Esclavage, islamisme et christianisme, 1891 (essay)
- Le serment de l’explorateur, 1904 (roman)
- Le Péril de l’Islam, 1906

## Eerbetoon
Binger werd in 1889 benoemd tot ridder van het Legioen van Eer en in 1897 tot officier in het Legioen van Eer.
De Ivoriaanse stad Bingerville, hoofdstad van de kolonie vanaf 1900, werd naar hem genoemd.